# Bradley August
Bradley John August (ur. 24 września 1978 w Kapsztadzie) – południowoafrykański piłkarz występujący na pozycji napastnika.

## Kariera piłkarska
Bradley August jest wychowankiem klubu Hellenic FC. W drużynie seniorów zadebiutował w 1996 roku. W 1999 roku przeniósł się do duńskiego Lyngby Boldklub. W Superligaen rozegrał w sumie 61 spotkań i strzelił 15 bramek. Potem powrócił do kraju i grywał kolejno w zespołach: Santos FC, Ajax Kapsztad, Maritzburg United, Ikapa Sporting oraz Vasco da Gama.
August w reprezentacji RPA zadebiutował w 2000 roku. Ostatni mecz rozegrał w 2002 roku i do tamtej pory 2-krotnie trafił do siatki rywala w barwach drużyny narodowej. Był także powołany na Puchar Narodów Afryki 2002, gdzie jego zespół odpadł w ćwierćfinale. August rozegrał wtedy 3 mecze na tym turnieju: w grupie z Burkiną Faso (0:0), Ghaną (0:0) i w ćwierćfinale z Mali (0:2).